# Šport u 1920.
◄◄ | ◄ | 1917. | 1918. | 1919. | 1920.  | 1921. | 1922. | 1923. | ► | ►►
Arhitektura • Astronomija • Biologija • Film • Fotografija • Glazba • Kazalište • Kemija • Kiparstvo • Knjige • Književnost • Kršćanstvo • Meteorologija • Medicina • Planinarstvo • Politika • Pravo • Promet • Slikarstvo • Strip • Šport • Televizija • Znanost • Zrakoplovstvo • Željeznički promet
Šport u 1920.

## Svijet

### Natjecanja

#### Svjetska natjecanja
- 20. travnja – 12. rujna – VII. Olimpijske igre – Antwerpen 1920.

### Osnivanja
- FK Sutjeska Nikšić, crnogorski nogometni klub
- SC Heerenveen, nizozemski nogometni klub
- NK Koper, slovenski nogometni klub
- CA Osasuna, španjolski nogometni klub
- Cagliari Calcio, talijanski nogometni klub
- Empoli F.C., talijanski nogometni klub

## Hrvatska i u Hrvata

### Osnivanja
- Splitski nogometni podsavez

### Rekordi
- 17. svibnja – Franjo Škrinjar, hrvatski atletičar († 1989.)

## Vanjske poveznice
|  | Zajednički poslužitelj ima još gradiva o temi Šport u 1920. |